# Adoretus morosus
Adoretus morosus är en skalbaggsart som beskrevs av Benderitter 1922. Adoretus morosus ingår i släktet Adoretus och familjen Rutelidae. Inga underarter finns listade i Catalogue of Life.